# Ivan Parricida
Ivan Švabski (tudi Parricida, ali tudi Ivan Brez dežele), * cca. 1290, † 13. december 1312 ali 1313, Pisa.
Ivan je bil edini sin Rudolfa II. Habsburškega ter Neže Češke. Njegov oče se je moral zaradi omejitev pri podelitvi Avstrije in Štajerske le na eno osebo, odpovedati pravicam v korist Albrehta I.
Ivan si je prizadeval pridobiti češko krono (1306) in je nastopil kot Albrehtov sovladar v Avstriji in Štajerski (1307). Ker Albreht Ivanu ni nadomestil dediščine, ga je Ivan 1. maja 1308 umoril in verjetno prebegnil v Piso . Zaradi svojega dejanja je dobil vzdevek Parricida (morilec sorodnikov).